# Sven Säfwenberg
Sven Otto "Sleven" Säfwenberg, född 21 maj 1898 Uppsala, död 15 januari 1950 i Gävle, var en svensk bandymålvakt och ishockeyspelare. Han vann 7 SM-guld i bandy och var del av det landslag som vann EM-guld i ishockey 1921. 1933 vann Säfwenberg Bragdguldet, som hittills enda bandyspelare.

## Biografi
Han var son till grosshandlaren C. A. Säfwenberg och Mimmie Säfwenberg, född Pettersson, och gift med Greta Charlotta Yström. 
Säfwenberg genomgick Bröderna Påhlmans Handelsinstitut i Stockholm 1923 och hade därefter olika anställningar inom sportartikelbranschen i Tyskland, Tjeckoslovakien och Sverige 1920-27. Han startade 1927 och drev egen rörelse för framställning och försäljning av bandyklubbor och bandybollar. Medlem i Gävle Segelsällskap samt medlem av Kungliga Svenska Segelsällskapet, Segelklubben Surfing i Gävle samt Uppsala-Kamraterna. Säfwenberg erövrade sju svenska mästerskap i bandy, första gången 1915, samt ungefär 500 priser i allmän idrott, simning, fotboll, bandy och segling. Han fick Kabompokalen för bästa spelare i svenska landslaget 1929. 
Sven Säfwenberg spelade från början i både IK Sirius och IFK Uppsala. Sune Almkvist övertalade honom att välja IFK Uppsala där han övertog målvaktsplatsen efter Seth Howander, som istället blev högerback. Det som kännetecknade Säfwenberg var mössan och skydden, som han hade ärvt efter sin företrädare.
Sven "Sleven" Säfwenberg fick Svenska Dagbladets guldmedalj 1933, efter att han med sitt IFK Uppsala bland annat besegrat Karlstads-Göta med 11–1 i årets SM-final. Detta är fortfarande bandyns enda.
Han spelade en match för Sveriges herrlandslag i ishockey 1921 och blev europamästare i ishockey.
Sven "Sleven" Säfwenberg har en gata i Uppsala uppkallad efter sig som löper jämsides med Studenternas IP, Sleven Säfwenbergs väg. 

## Meriter
- SM-finaler: 9 + 1 omspel (1915, 1916, 1917, 1918, 1919, 1920, 1921, 1933, 1934)
- SM-guld: 7 (1915, 1916, 1917, 1918, 1919, 1920, 1933)
- Landskamper: 15
- Stor grabb: Nr 1
- EM-guld i ishockey 1921
- Ishockeylandskamper: 1